# Paraliparis impariporus
Paraliparis impariporus är en fiskart som beskrevs av Stein, Chernova och Anatoly Petrovich Andriashev 2001. Paraliparis impariporus ingår i släktet Paraliparis och familjen Liparidae. Inga underarter finns listade i Catalogue of Life.